# Usina Hidrelétrica de Barra Bonita
A Usina Hidrelétrica de Barra Bonita está localizada no estado brasileiro de São Paulo, na cidade de Barra Bonita e represa as águas do rio Tietê, bacia do rio Paraná.

## Características

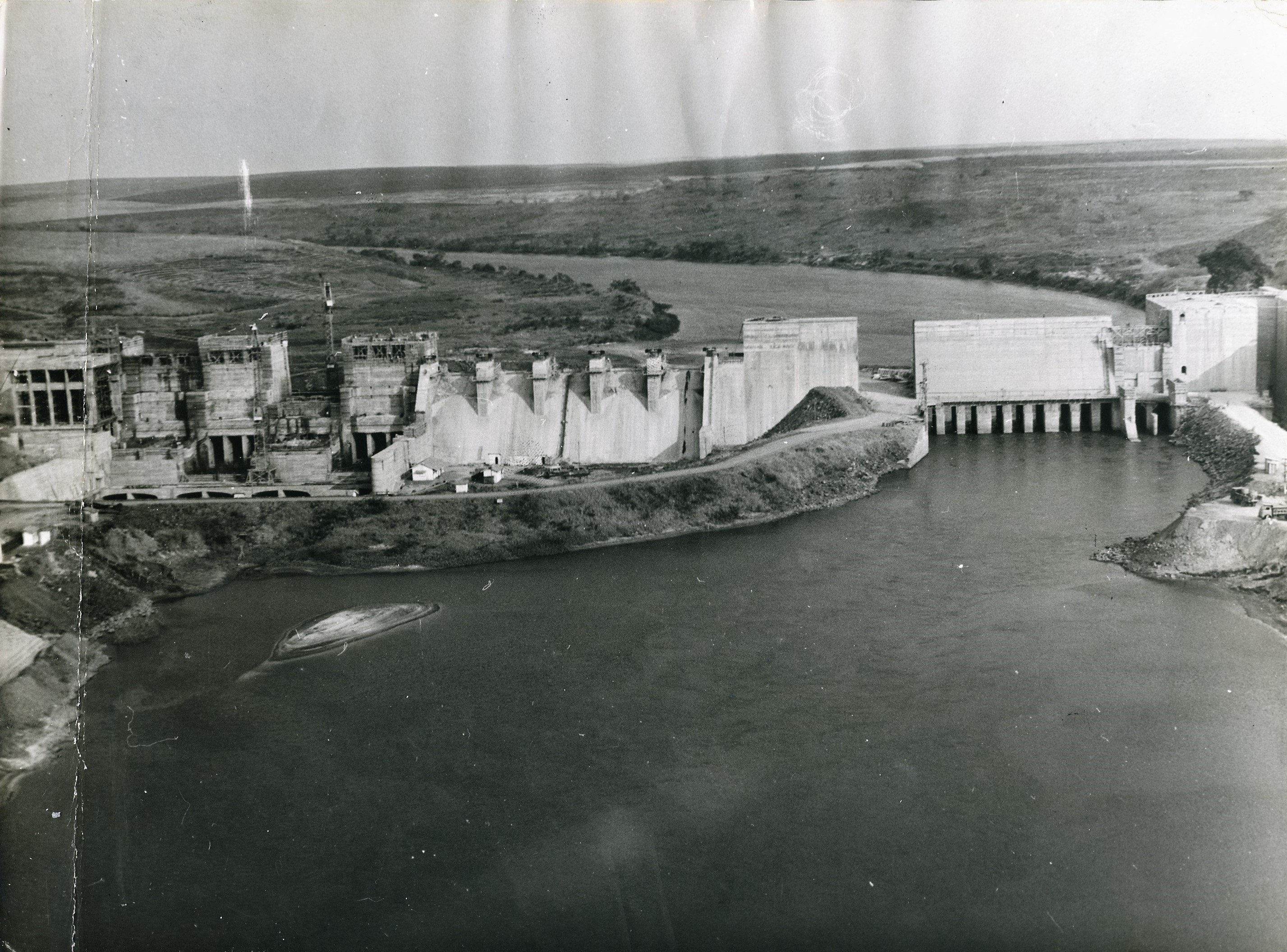
Construção da Usina hidroelétrica de Barra Bonita, em 23 de setembro de 1960

A usina possui quatro turbinas Kaplan com um total de 140 MW de potência, a partir de uma queda máxima bruta de 23,5 m. A barragem possui 287 metros de comprimento e a alaga até 310 km², com capacidade de 2,6 km³ de água. Na construção da barragem foram utilizados 500 mil m³ de concreto. O vertedouro possui capacidade de escoamento de 3.521 m³ por segundo.
Na barragem existe uma eclusa que possui um comprimento de 142,20 metros, largura de 11 metros e o seu desnível é de 25 metros. Esta eclusa é utilizada por embarcações de turismo e carga para transpor para o outro nível da barragem e com isso permitir a continuação da navegação no rio Tietê.

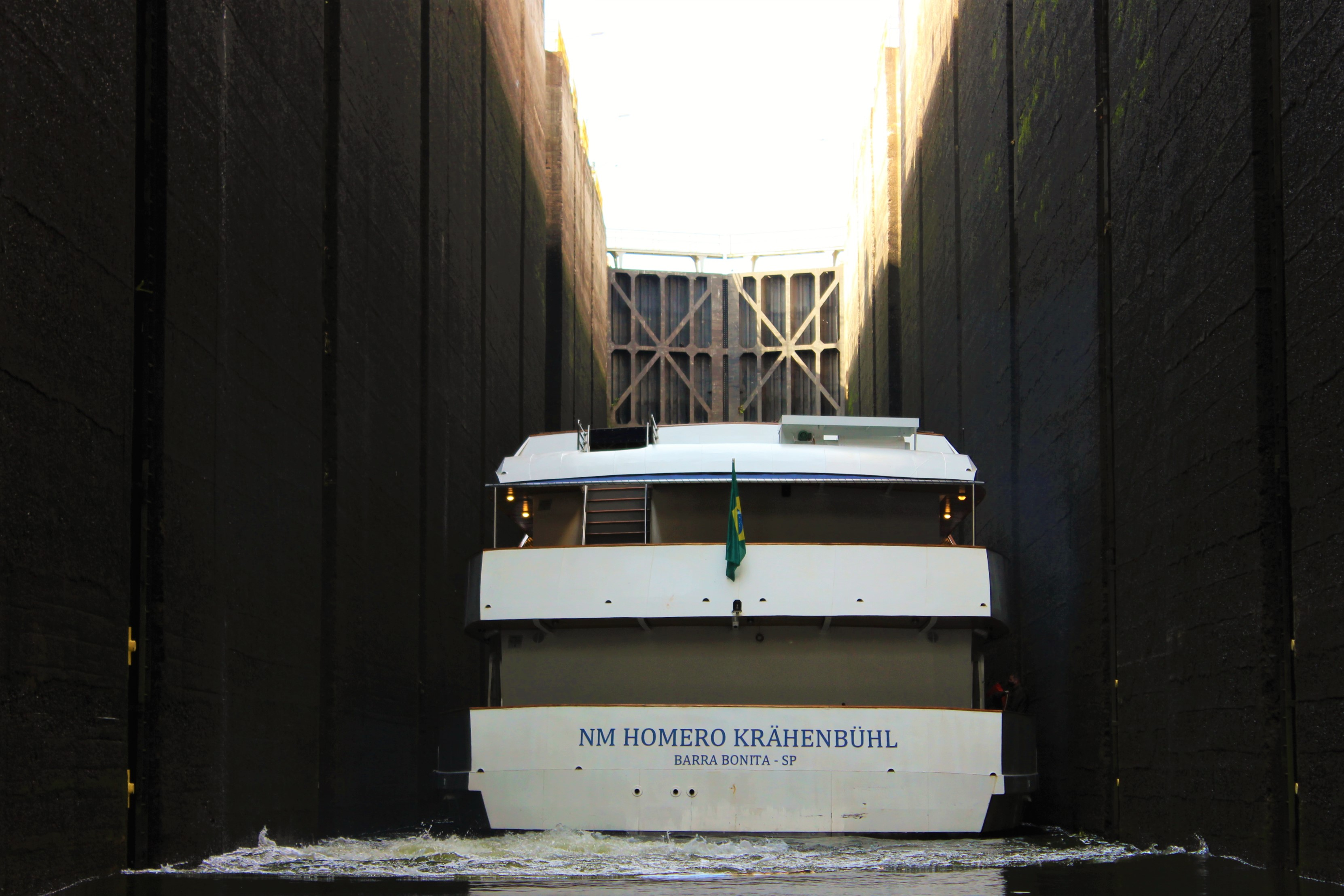
Eclusa de Barra Bonita em enchimento.

Um ponto bastante questionável é a posição geográfica da usina hidrelétrica, que se situa no município de Igaraçu do Tietê. Desde a construção, os vereadores e prefeitos de Igaraçu lutam para que parte do ICMS gerado pela usina seja repassado ao município (100% é destinado à Barra Bonita; apenas o rio separa os dois municípios). Porém, é argumentado que os geradores da energia elétrica foram instalados no lado de Barra Bonita, e por isso Igaraçu não tem parte no Imposto Sobre Circulação de Mercadorias e Serviços-ICMS.[carece de fontes?]